# Яков Ненадович
Яков Ненадович (на сръбски: Јаков Ненадовић) e трети министър-председател на Сърбия. Той е войвода в първото сръбско въстание.

## Биография
Яков Ненадович е роден през 1765 година в село Бранковина, Османска империя. Негов по-голям брат е Алекс Ненадович. Почива през 1836 година в град Виена, Австрийска империя.
|  | Тази страница частично или изцяло представлява превод на страницата „Јаков Ненадовић“ в Уикипедия на сръбски. Оригиналният текст, както и този превод, са защитени от Лиценза „Криейтив Комънс – Признание – Споделяне на споделеното“, а за съдържание, създадено преди юни 2009 година – от Лиценза за свободна документация на ГНУ. Прегледайте историята на редакциите на оригиналната страница, както и на преводната страница, за да видите списъка на съавторите. ВАЖНО: Този шаблон се отнася единствено до авторските права върху съдържанието на статията. Добавянето му не отменя изискването да се посочват конкретни източници на твърденията, които да бъдат благонадеждни. |